# Blouberg
Il Blouberg (letteralmente "montagna blu" in afrikaans) è un monte del Sudafrica, situato nella provincia del Limpopo, a nordovest della città di Vivo, subito dopo la catena montuosa del Soutpansberg. 

## Caratteristiche
Il monte è noto soprattutto per una spettacolare parete rocciosa che costituisce la meta più rinomata, in Sudafrica, per gli appassionati di rock climbing. Alla base del monte l'ambiente è quello della savana, mentre salendo in quota compare una vegetazione di tipo alpino.